# Joe Lauzon
Joseph E. Lauzon Jr. (Brockton, 22 de maio de 1984) é um estadunidense lutador de MMA. Atualmente vive em Massachusetts e treina na Lauzon MMA em Bridgewater.

## Vida
Lauzon cresceu em Brockton, Massachusetts até o ensino médio, quando se mudou para East Bridgewater, Massachusetts. Lauzon morava em uma pequena fazenda na cidade.
Lauzon graduou-se no Wentworth Institute of Technology em 2006 com bacharelado em Ciência da Computação. Ele trabalhou como Administrador de redes em Cambridge antes de se dedicar ao MMA.
O irmão mais novo de Joe, Dan Lauzon, também é lutador de MMA.

## Carreira no MMA
Lauzon não começou a treinar artes marciais antes do seu último ano de colegial. Começando com a aprender técnicas de luta agarrada, sua primeira luta amadora foi em 2002.
Em 2004, Lauzon teve sua primeira luta profissional, vencendo por finalização no primeiro round em uma promoção local em Massachusetts, Mass Destruction. Lauzon então venceu oito lutas seguidas por finalização. Lauzon venceu o torneio de oito lutadores, derrotando três lutadores em uma noite no World Fighting League e foi coroado o campeão do Grand Prix do WFL. Lauzon também foi nomeado o Lutados do Ano de Massachusetts em 2004 por estabelecimentos de MMA locais de Massachusetts.
Lauzon fez sua estréia no UFC contra o ex-Campeão Peso Leve do UFC Jens Pulver no UFC 63 em 23 de Setembro de 2006, vencendo por nocaute em 48 segundos.
Lauzon foi promovido ao longo de sua carreira pela gravadora independente Deathwish Inc., que é baseada fora de seu estado natal.

### The Ultimate Fighter
Lauzon foi o competidor do The Ultimate Fighter 5, que contou exclusivamente com leves. Ele fez parte da equipe de B.J. Penn, contra o time treinado por Jens Pulver. Lauzon derrotou Brian Geraghty no round preliminar. Ele então derrotou Cole Miller nas quartas de final. A vitória foi controversa devido à golpes ilegais na nuca de Miller. Miller aparentemente foi atordoado pelos golpes ilegais e foi dado tempo para ele se recuperar. Porém, quando a luta recomeçou, ficou claro que Cole ainda sentia o efeito dos golpes. Lauzon capitalizou isso e venceu a luta. Na semifinal, Lauzon perdeu por decisão unânime para Manvel Gamburyan. Na finale, ele derrotou Brandon Melendez por finalização aos 2:09 do segundo round.

### Ultimate Fighting Championship
No UFC 78 Lauzon finalizou o então invicto Jason Reinhardt com um mata leão no primeiro round. Lauzon rapidamente colocou Reinhardt para baixo antes de se mover para a posição de norte-sul. Reinhardt rolou, dando à Lauzon suas costas, e Lauzon rapidamente encaixou um mata leão.
Em 2 de Abril de 2008, Kenny Florian derrotou Lauzon no evento principal do UFC Fight Night 13 por nocaute técnico no segundo round. O primeiro round foi equilibrada, como Florian abriu um corte na cabeça de Lauzon com cotoveladas e pegando as costas enquanto Lauzon aplicou diversas quedas e tentativas de finalização. Florian abriu o segundo round com uma queda e avançou a montada onde ele aplicou múltiplos golpes antes da luta ser interrompida.
Lauzon derrotou Kyle Bradley por nocaute técnico no segundo round no UFC Fight Night 15. No primeiro round Bradley conectou um soco e atordoou Lauzon. Lauzon conseguiu se recuperar e continuou a luta com Bradley em um primeiro round muito fechado. No segundo round Lauzon conseguiu uma queda e rapidamente fez transição para a montada antes de pegar as costas de Bradley. Lauzon aplicou diversos socos da posição antes do árbitro interromper a luta.
Lauzon era esperado para enfrentar Hermes França em 7 de Fevereiro de 2009, no evento principal do UFC Fight Night 17. Porém, França se retido do evento com uma lesão no ligamento cruzado anterior do seu joelho direito. Jeremy Stephens fez uma substituição tardia. Lauzon derrotou Stephens por finalização no segundo round.
Lauzon enfrentou Sam Stout em 2 de Janeiro de 2010, no UFC 108 e perdeu em uma luta muito interessante por decisão, onde eles venceram o prêmio de Luta da Noite.
Lauzon era esperado para enfrentar Terry Etim em 28 de agosto de 2010, no UFC 118, mas Etim teve que se retirar da luta devido a uma lesão. Lauzon permaneceu e enfrentou o participante do TUF 5 Gabe Ruediger. Durante a pesagem do UFC 118 Ruediger trouxe um bolo que dizia "Desculpa por sua derrota". Lauzon derrotou Ruediger, que é um faixa preta de Jiu Jitsu Brasileiro, por finalização aos 2:01 do primeiro round, tendo domínio completo da luta. De acordo com Joe Rogan, Gabe "não esteve nela por um segundo."
Lauzon enfrentou George Sotiropoulos em 20 de novembro de 2010, no UFC 123. A luta começou com ação no primeiro round, que viu Lauzon definir o ritmo. Porém, até o final do round, Lauzon começou a cansar e viu Sotiropoulos começar a ganhar força. O segundo round viu um cansado e  passivo Joe Lauzon. Após scramble, Sotiropoulous acabou em uma posição por cima e encaixou uma kimura que o forçou a bater.
Lauzon enfrentou Curt Warburton em 26 de junho de 2011 no UFC on Versus 4. Lauzon derrotou Warburton por finalização no primeiro round com uma kimura.
Lauzon foi rapidamente ligado a uma luta com Charles Oliveira em 19 de Novembro de 2011 no UFC 138. Porém, Oliveira enfrentou Donald Cerrone em 14 de Agosto de 2011 no UFC Live: Hardy vs. Lytle, substituindo o lesionado Paul Taylor.
Lauzon derrotou Melvin Guillard em 8 de Outubro de 2011 por finalização com um mata leão no UFC 136, ganhando seu quarto prêmio de Finalização da Noite e sexto bônus seguido do UFC.
Lauzon enfrentou Anthony Pettis em 26 de Fevereiro de 2012 no UFC 144. Ele perdeu a luta por nocaute devido a um chute na cabeça aos 91 segundos.
Lauzon era esperado para enfrentar Terry Etim em 4 de Agosto de 2012 no UFC on Fox: Shogun vs. Vera. Porém, Etim foi forçado a se retirar da luta com uma lesão e foi substituído por Jamie Varner. Em uma luta lá e cá com os dois lutadores atordoador, Lauzon assegurou a vitória após fechar um triângulo em Varner aos 2:44 do terceiro round. Sua performance lhe deu o bônus de Luta da Noite e Finalização da Noite e a Luta do Ano nominada pelo World MMA Awards.
Lauzon era esperado para enfrentar Gray Maynard em 29 de Dezembro de 2012 no UFC 155. Porém, Maynard teve que se retirar da luta com uma lesão no joelo e foi substituído por Jim Miller. Miller derrotou Lauzon por decisão unânime. A luta lá e cá rendeu aos dois o prêmio de Luta da Noite.
Lauzon enfrentou Michael Johnson em 17 de Agosto de 2013 no UFC Fight Night: Shogun vs. Sonnen e perdeu por decisão unânime.
Lauzon enfrentou Mac Danzig em 14 de Dezembro de 2013 no UFC on Fox: Johnson vs. Benavidez II. Lauzon dominou a luta no chão com posições dominantes chegando a quase finalizar Danzig e um ground and pound eficiente, vencendo a luta por Decisão Unânime.
Ele enfrentou o vencedor do TUF 15 Michael Chiesa em 5 de Setembro de 2014 no UFC Fight Night: Jacaré vs. Mousasi II e venceu por interrupção médica no segundo round e novamente foi premiado com a Luta da Noite.
Lauzou era esperado para enfrentar outro vencedor do TUF, Diego Sanchez em 15 de Novembro de 2014 no UFC 180, substituindo Norman Parke. No entanto, uma lesão tirou Lauzon do card.
Ele enfrentou Al Iaquinta em 31 de Janeiro de 2015 no UFC 183 e foi derrotado por nocaute técnico no segundo round. Ele em seguida enfrentou Takanori Gomi em 25 de Julho de 2015 no UFC on Fox: Dillashaw vs. Barão II e o venceu por nocaute técnico no primeiro round.
Lauzon enfrentou Evan Dunham em 11 de Dezembro de 2015 no TUF 22 Finale. Ele foi derrotado por decisão unânime.
Lauzon enfrentou Diego Sanchez em 9 de Julho de 2016 no UFC 200. Ele venceu por nocaute técnico e foi o primeiro lutador a nocautear Sanchez por socos.
Sem ter sofrido nenhuma lesão, Lauzon retornou rapidamente na revanche contra Jim Miller em 27 de Agosto de 2016 no UFC on Fox: Maia vs. Condit. Ele perdeu por decisão dividida, porém ganhou o prêmio de Luta da Noite.
Lauzon enfrentou Marcin Held em 15 de Janeiro de 2017 no UFC Fight Night: Rodríguez vs. Penn. Ele venceu por uma controversa decisão dividida, 16 entre 17 mídias especializadas decretaram vitória de Held.
Lauzon enfrentou Stevie Ray em 22 de Abril de 2017 no UFC Fight Night: Swanson vs. Lobov. Ele perdeu por decisão majoritária.

## Títulos
- Grand Prix-WFL
- Ultimate Fighting Championship
  - Empatado com Nate Diaz com maior número de bônus na história do UFC (15)
  - Finalização da Noite (Seis vezes)
  - Luta da Noite (Sete vezes)
  - Nocaute da Noite (Uma vez)
  - Performance da Noite (Uma vez)
  - Luta do Ano de 2012 contra Jim Miller

## Cartel no MMA
| Cartel no MMA   |             |             |
| 43 lutas        | 28 vitórias | 15 derrotas |
| Por nocaute     | 9           | 6           |
| Por finalização | 17          | 3           |
| Por decisão     | 2           | 6           |